# Styrax casearifolius
Styrax casearifolius är en storaxväxtart som beskrevs av William Grant Craib. Styrax casearifolius ingår i släktet Styrax och familjen storaxväxter. Inga underarter finns listade i Catalogue of Life.